# Bertrand Crasson
Bertrand Crasson, né le 5 octobre 1971 à Bruxelles en Belgique, est un footballeur international et entraîneur belge. D'octobre à novembre 2023, il est entraineur remplaçant  au PSS Sleman, un club indonésien dont il devient ensuite l'entraineur principal des U18.

## Biographie
Bertrand Crasson commence le football en 1982, au Red Star Evere. Il rejoint le RSC Anderlecht  en 1985. Il dispute son premier match en équipe première le 1er septembre 1990. Son poste de prédilection est arrière droit.
Bertrand Crasson a disputé 329 rencontres en 1re division belge, y inscrivant 20 buts, et remportant six titres (1991, 1993, 1994, 1995, 2000 et 2001). Il a, également à son palmarès, une Coupe de Belgique (1994). Il a disputé 78 matches européens sous le maillot anderlechtois, inscrivant 3 buts, et 4 rencontres de Coupe Intertoto avec le Lierse SK.
Après sa carrière de joueur, Bertrand Crasson a travaillé comme consultant pour la télévision belge RTBF pour analyser des rencontres du championnat de Belgique. Cette collaboration a cessé après que l'ancien joueur ait connu des soucis d'ordre privé.
Bertrand Crasson a été un des acteurs de la capsule humoristique Vestiaires diffusée sur RTBF depuis juin 2010.
Désireux de « changer » et de s'éloigner à la suite de ses soucis privés, Bertrand Crasson s'exile en Thaïlande où il entraîne entre autres pour le club du BEC Tero FC et diverses académies. Au début de l'année 2018, l'ex-international déclare qu'il souhaite retrouver de l'embauche en Europe.

### Carrière internationale
Bertrand Crasson reçoit sa première cape le 1er mai 1991 en étant titularisé lors d'un déplacement en Allemagne (défaite 1-0), pour ce qui est la dernière rencontre éliminatoire de la Belgique lors des Qualifications de l'Euro 92. Cette partie est aussi la dernière de Guy Thys comme sélectionneur des "Diables Rouges".
Après une apparition lors d'un amical en France en 1992, le défenseur latéral doit patienter deux ans avant d'intégrer plus régulièrement le giron de l'équipe nationale. Paul Van Himst ne fait pas appel à lui ni en éliminatoires, ni en pohase finale de la World Cup américaine. Par contre, avec le même sélectionneur, on le retrouve lors de quatre matchs des Qualifs de l'Euro 96 et de quelques parties amicales.
C'est à partir de 1996 que Crasson, passé entretemps à Napoli, devient un incontournable des Diables rouges dirigés par Georges Leekens sur le chemin de "France 98". Présent à six reprises dans l'effectif belge, le "back" connait le pire moment de sa carrière internationale lors du mondial français. Titulaire lors de l'entrée en matière de la Belgique contre les Pays-Bas (0-0), le "grand Bert" est plusieurs fois mit en boîte par le véloce Marc Overmars. Remplacé après seulement 22 minutes par Éric Deflandre, Crasson ne joue plus lors des deux autres parties des Diables, sanctionnées d'autant de partages et d'une élimination sans gloire au premier tour.
On retrouve Crasson, redevenu Anderlechtois, lors de la Kirin Cup 1999 et lors d'une partie amicale contre...les Pays-Bas, en 2000. Robert Waseige ne reprend pas l'arrière latéral bruxellois dans "les 23" pour l'Euro 2000, mais fait appel à lui à deux reprises pendant les Qualifs de la Coupe du monde 2002.
Crasson ne dispute pas le premier mondial asiatique car il honore sa dernière cape le 15 août 2001 et une défaite "4-1" en Finlande.
Au total, Bertrand Crasson a été sélectionné à 37 reprises chez les Diables rouges pour 26 capes. Il est l'auteur d'un but, le 29 mars 1997 quand il ouvre le score à l'Arms Park de Cardiff, dans ce qui sera un succès ("1-2") de la Belgique au Pays de Galles, sur le chemin de du mondial 2002.

## Palmarès
- International belge de 1991 à 2001 (37 sélections pour 26 caps et 1 but marqué)
- Champion de Belgique en 1991, 1993, 1994, 1995, 2000 et 2001 avec le RSC Anderlecht
- Vainqueur de la coupe de Belgique en 1994 avec le RSC Anderlecht
- Vainqueur de la Coupe de la Ligue Pro en 2000 avec le RSC Anderlecht.
- Jeune Pro de l'année en 1991 avec le RSC Anderlecht.